# Municipio de Inland (Nebraska)
El municipio de Inland (en inglés: Inland Township) es un municipio ubicado en el condado de Clay en el estado estadounidense de Nebraska. En el año 2010 tenía una población de 94 habitantes y una densidad poblacional de 1,02 personas por km².

## Geografía
El municipio de Inland se encuentra ubicado en las coordenadas 40°34′10″N 98°12′31″O / 40.56944, -98.20861. Según la Oficina del Censo de los Estados Unidos, el municipio tiene una superficie total de 92.55 km², de la cual 92,47 km² corresponden a tierra firme y (0,09 %) 0,08 km² es agua.

## Demografía
Según el censo de 2010, había 94 personas residiendo en el municipio de Inland. La densidad de población era de 1,02 hab./km². De los 94 habitantes, el municipio de Inland estaba compuesto por el 93,62 % blancos, el 6,38 % eran de otras razas. Del total de la población el 8,51 % eran hispanos o latinos de cualquier raza.